# 国防军女性助手
国防军女性助手（Wehrmachthelferinr）是第二次世界大战期间，在德意志國防軍效力的纳粹德国少女以及年轻女子，她們是軍隊的辅助人员。

## 历史
起初，由于希特勒在意识形态方面反对军队征召女性，所以国防军里并无女人，希特勒曾说德国“不会组建任何女性掷弹兵或者女性精锐狙击手部队”。但由于大量德国男性从军入伍，德国女性逐渐开始在国防军中承担辅助工作。